# Municipio de Piscataway
El municipio de Piscataway (en inglés, Piscataway Township) es una subdivisión administrativa del condado de Middlesex, Nueva Jersey, Estados Unidos. Es un suburbio del área metropolitana de Nueva York. Según el censo de 2020, tiene una población de 60,804 habitantes.
Los datos reflejan un incremento de la población del 8.5% respecto al censo de 2010, que a su vez había reflejado un aumento del 11% respecto a la medición de 2000.
En el año 2008, CNN Money lo ubicó en el lugar 23 entre los mejores lugares para vivir en Estados Unidos.

## Geografía
Está ubicado en las coordenadas 40°32′44″N 74°27′39″O / 40.54556, -74.46083.

## Demografía
Según la Oficina del Censo en 2000 los ingresos medios por hogar en el municipio eran de $68,721 y los ingresos medios por familia eran $75,218. Los hombres tenían unos ingresos medios de $47,188 frente a los $36,271 para las mujeres. La renta per cápita para la localidad era de $26,321. Alrededor del 3.8% de la población estaba por debajo del umbral de pobreza.